# Державна міграційна служба України
Державна міграційна служба України (ДМС України) — є центральним органом виконавчої влади, діяльність якого спрямовується і координується Кабінетом Міністрів України через Міністра внутрішніх справ України. ДМС України входить до системи органів виконавчої влади та утворюється для реалізації державної політики у сферах міграції (імміграції та еміграції), у тому числі протидії нелегальній (незаконній) міграції, громадянства, реєстрації фізичних осіб, біженців та інших визначених законодавством категорій мігрантів.

## Історія
Державна міграційна служба України створена Указом Президента України «Про оптимізацію системи центральних органів виконавчої влади» від 09.12.2010 № 1085/2010.
У квітні 2011 року указом Президента України № 405/2011, затверджено положення про міграційну службу України.
У серпні 2014 року постановою Кабінету Міністрів України № 360 затверджено нове Положення про Державну міграційну службу України.

## Структура
Державна міграційна служба України структурно поділяється на:
- апарат ДМС України;
- територіальні органи;
- пункти тимчасового перебування іноземців;
- пункти тимчасового розміщення біженців;
- державні підприємства.

До сфери управління ДМС України входить Державне підприємство «Документ».

## Керівництво
| Ім'я Голови ДМС України     | Дата призначення | Дата звільнення | Примітка    |
| --------------------------- | ---------------- | --------------- | ----------- |
| Соколюк Максим Юрійович     | 2015 рік         | 29 вересня 2021 | [ 8 ] [ 9 ] |
| Науменко Наталія Миколаївна | 11.10.2021       | -               | [ 10 ]      |

### Чинний керівник
28 жовтня 2020 року Кабінет Міністрів України призначив Івана Двойленка заступником Голови ДМС.
11 жовтня 2021 року Кабінет Міністрів України призначив Наталію Науменко Головою Державної міграційної служби України.
02 березня 2022 року Кабінет Міністрів України призначив Ірину Ковалевську Першим заступником Голови ДМС.
06 жовтня 2023 року Кабінет Міністрів України призначив Кахабера Берікашвілі заступником Голови ДМС.

## Основні завдання
Основними завданнями ДМС України є:
- реалізація державної політики у сферах міграції (імміграції та еміграції), у тому числі протидії нелегальній (незаконній) міграції, громадянства, реєстрації фізичних осіб, біженців та інших визначених законодавством категорій мігрантів;
- внесення на розгляд Міністра внутрішніх справ України пропозицій щодо забезпечення формування державної політики у сферах міграції (імміграції та еміграції), у тому числі протидії нелегальній (незаконній) міграції, громадянства, реєстрації фізичних осіб, біженців та інших визначених законодавством категорій мігрантів.

## Критика

### Проблеми з видачею закордонних паспортів

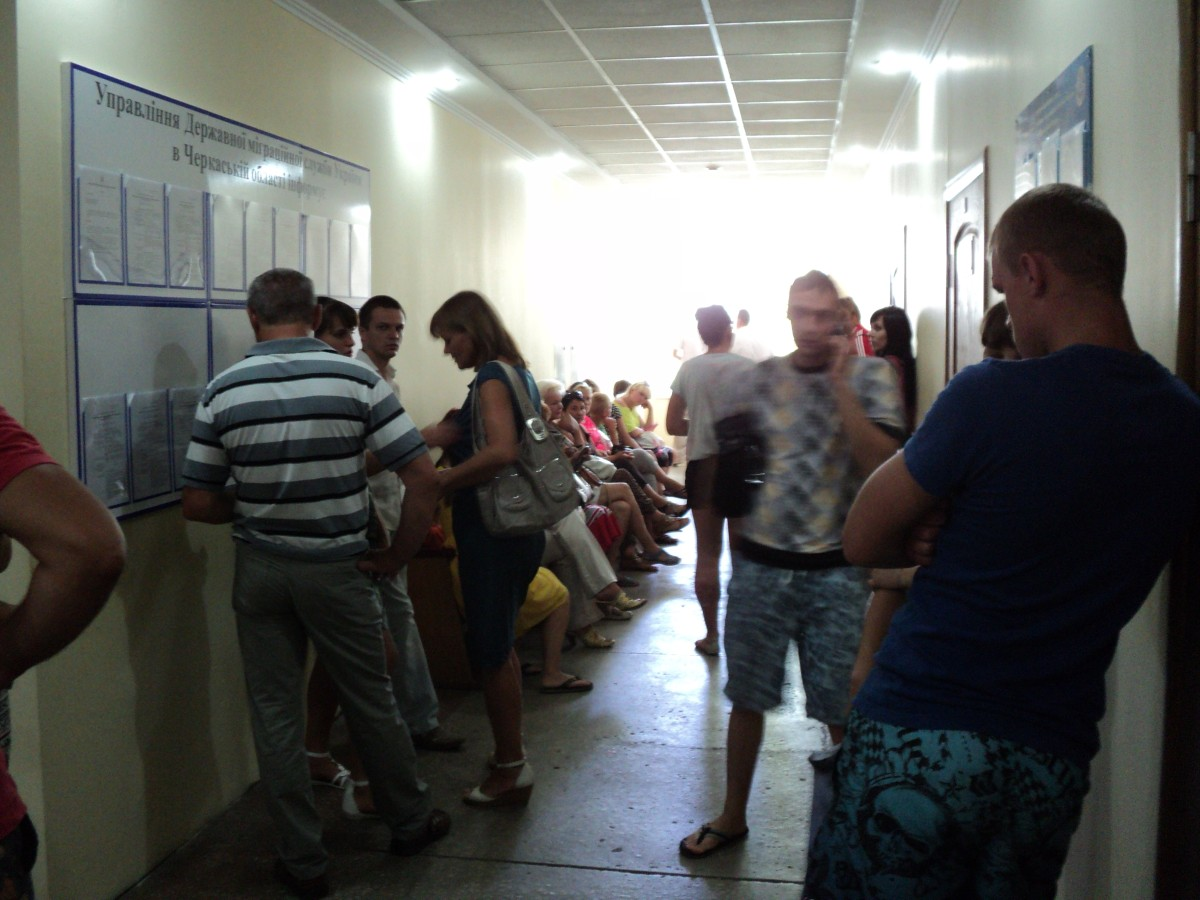
Черга на отримання закордонного паспорту у Черкасах. Серпень 2013 року

12 червня 2013 року Кабінет міністрів України скасував власну постанову № 185, згідно з якою випуск закордонних паспортів мав здійснювати консорціум «ЄДАПС», який належить приватним особам. Друк закордонних паспортів було передано державному поліграфкомбінату «Україна».

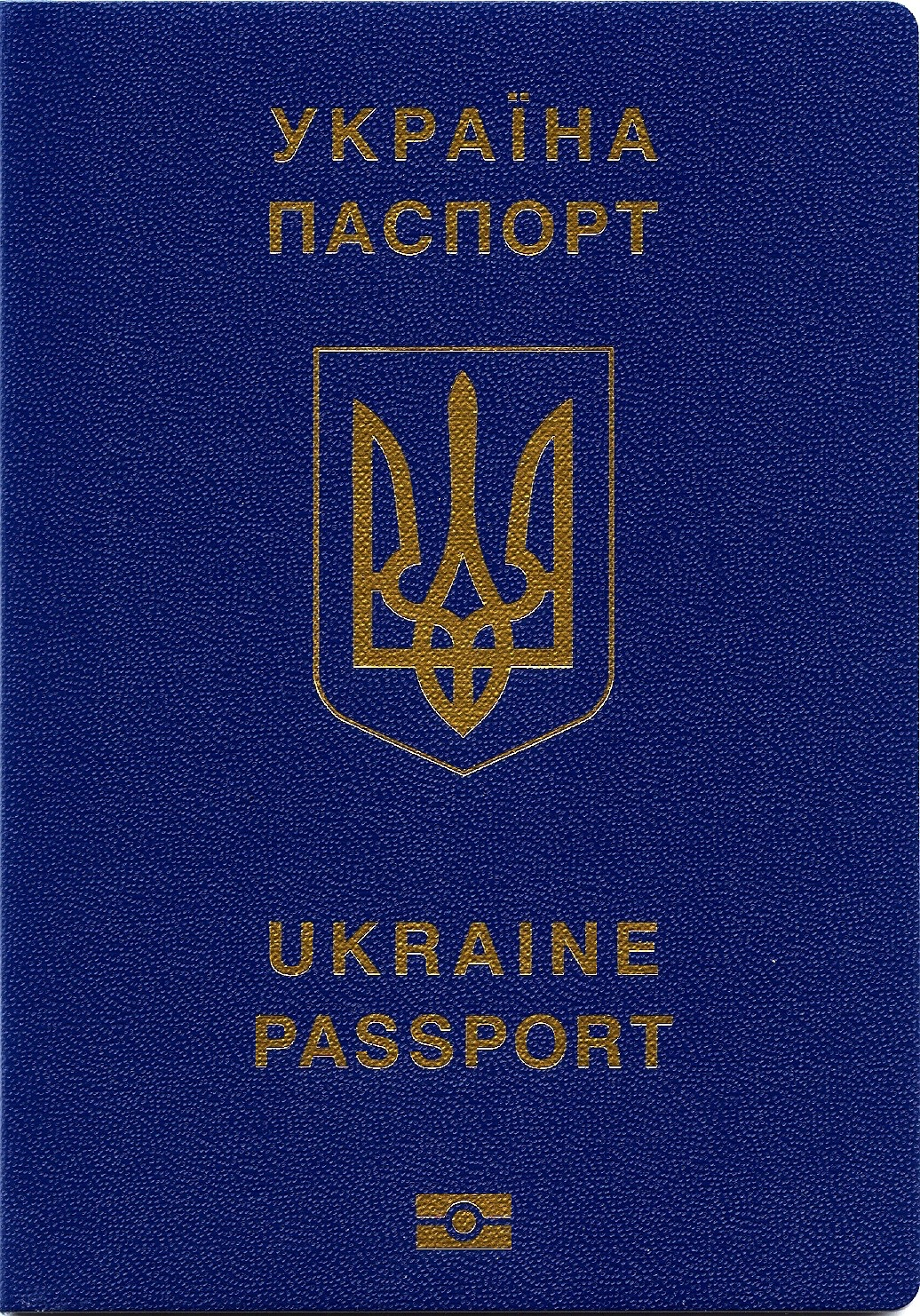
Обкладинка паспорта громадянина України для виїзду за кордон зразка 2015 року

Така різка зміна виробника призвела до затримок з видачею закордонних паспортів. У розпал сезону відпусток понад 100 тисяч людей не змогли отримати свої паспорти у передбачений законом строк[джерело?].
Мешканець Запоріжжя Руслан Жиров добився у суді рішення про видачу йому закордонного паспорта за 170 гривень, як це передбачено законом. ДМСУ оскаржила це рішення в касаційному порядку у Вищому адміністративному суді України, проте той підтвердив рішення апеляційного суду, зобов'язавши ДМСУ «повторно розглянути питання щодо оформлення та видачі паспорта громадянина України для виїзду за кордон на підставі поданих … документів». Тобто ВАСУ уточнив, відповідно до правил юридичної техніки, обов'язок ДМС. Державна міграційна служба перекрутила рішення ВАСУ і розмістила на своєму офіційному сайті інформацію про обов'язковість необов'язкових платежів. Вже у липні 2013 року міністр внутрішніх справ Віталій Захарченко підписав постанову № 490 «Про внесення зміни до пункту четвертого Порядку надання підрозділами МВС та ДМС платних послуг», якою МВС намагалося легітимізувати незаконні платежі, які вимагає ДМСУ. Все це відбувалося на фоні активізації боротьби громадян за свої права. 3 грудня Верховний суд України поставив крапку у питанні ціни закордонного паспорта: виготовлення закордонного паспорта має коштувати 170 гривень.
Ефективність роботи ДМС України нерідко викликає незадоволення громадян та стає об'єктом критики зі сторони ЗМІ. Найчастіше це пов'язано з проблемами при видачі закордонних паспортів у період високого попиту на них, коли служба не може забезпечити оформлення та видачу паспортів в установлені терміни.
Під час брифінгу 26 липня 2018 року, Голова Державної міграційної служби України Максим Соколюк заявив, що чергу на персоналізацію закордонних паспортів на Поліграфкомбінаті «Україна» [Архівовано 5 вересня 2018 у Wayback Machine.] повністю ліквідовано, а відтак — документи видаються у встановлені законодавством строки [Архівовано 31 жовтня 2018 у Wayback Machine.] — протягом 7 та 20 робочих днів, в залежності від суми оплаченого адміністративного збору.
21 вересня 2018 року киянці Поліні Савіній було вручено 10-мільйонний біометричний паспорт для виїзду за кордон [Архівовано 31 жовтня 2018 у Wayback Machine.]. Офіційна церемонія вручення відбулася за участю Президента України Петра Порошенка, Міністра внутрішніх справ України Арсена Авакова та Голови Державної міграційної служби України Максима Соколюка.
03 грудня 2021 року 14-річна вихованка Центру захисту дітей «Наші діти» Жасміна Кіселевич стала власницею 7-мільйонного паспорта громадянина України у формі ID-картки. Офіційна церемонія вручення відбулася за участю Міністра внутрішніх справ України Дениса Монастирського та Голови Державної міграційної служби України Наталії Науменко. 